# Блюмакс
«БлюМакс» (нем. Das BlueMax Theater) — театр, расположенный на Марлен-Дитрих-плац около Потсдамской площади в Берлине, Германия. Построен специально для шоу «Blue Man Group». Управляется театральной компанией «Stage Entertainment Germany».

## История
Театр открылся 1 февраля 2007 года первым выступлением в Берлине группы «Blue Man Group».

## Постановки
| Дата открытия | Дата закрытия | Постановка       | Жанр            | Примечания          |
| ------------- | ------------- | ---------------- | --------------- | ------------------- |
| 01.02.2007    | в прокате     | «Blue Man Group» | музыкальное шоу | Берлинская премьера |